# Turbo exquisitus
Turbo exquisitus là một loài ốc biển, là động vật thân mềm chân bụng sống ở biển trong họ Turbinidae.